# Cão da Serra da Estrela
De cão da Serra da Estrela is een hondenras, genoemd naar (en karakteristiek voor) de Portugese bergketen Serra da Estrela. De naam van het ras betekent simpelweg hond van de Serra da Estrela.

## Geschiedenis
De cão da Serra da Estrela is een kudde-beschermhond, die zijn territorium moedig tegen wolven, beren en veedieven verdedigt. De estrela is een sobere hond die qua eten niet erg veel nodig heeft, van origine kreeg hij de overblijfselen van de maaltijd van de herder en dat was niet erg veel.

## Uiterlijk

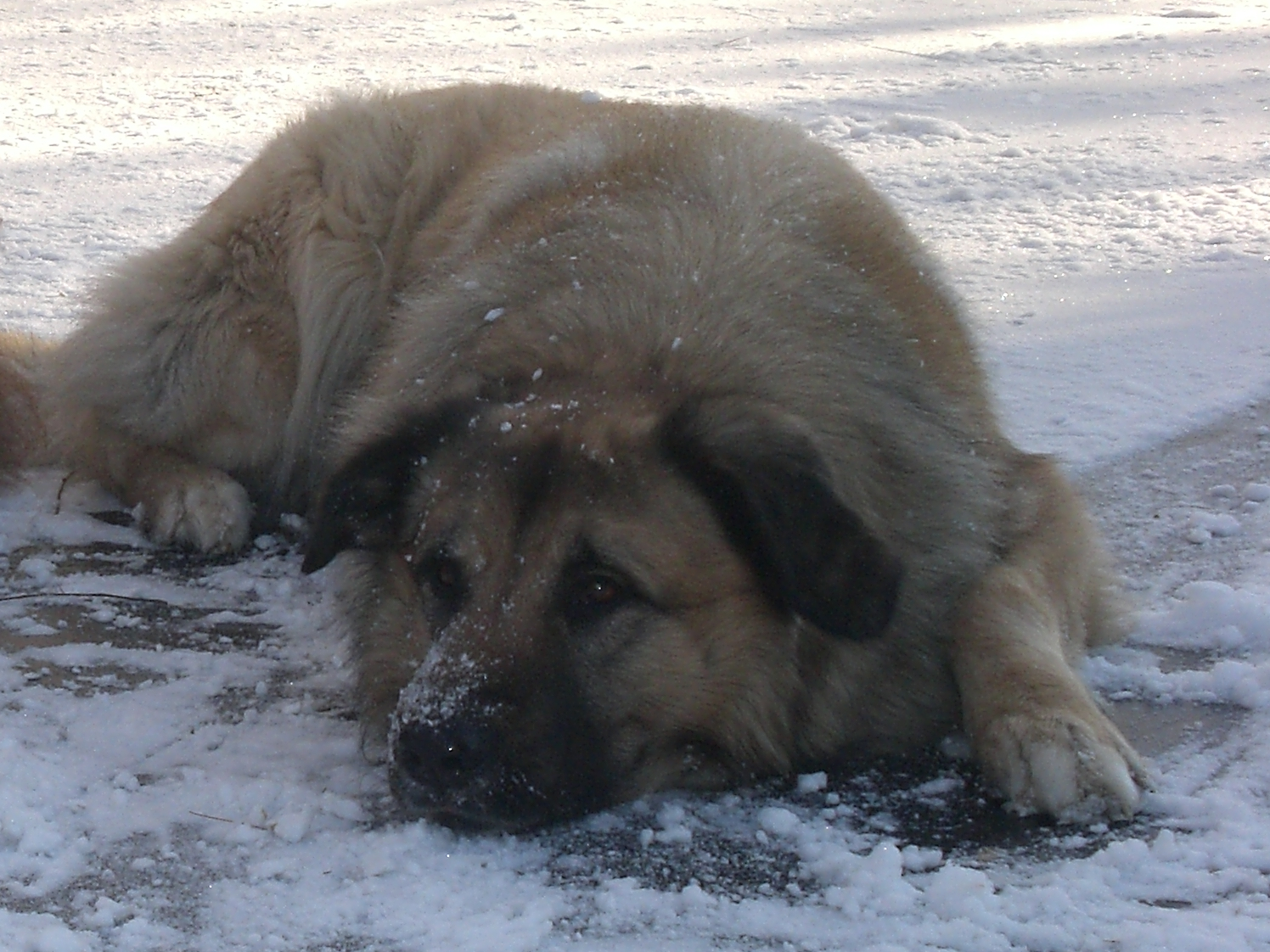
Foto van een estrela Reu (merk vooral het grote verschil in kleur op, vergeleken met de andere foto)

De cão da Serra da Estrela heeft kleine, driehoekige oren. Hij heeft een dichte, gladde korte of lang gekrulde vacht. De vacht komt in de kleuren vaal, grijs en geel voor. Er kunnen witte aftekeningen in de vacht zijn. Voor het officiële ras zijn alle kleuren en tekeningen toegestaan zolang de hond maar niet geheel wit of zwart is.

## Karakter
De hond kan moeilijk zijn, maar voor zijn gezin heeft hij alles over. Zeer gehecht aan de baas. Als deze hond van baas verandert, kan het enige tijd duren, voordat hij/zij aan deze nieuwe baas gewend is, ditzelfde geldt ook voor nieuwe honden die hij tegenkomt.
Jegens vreemde mensen kan hij wantrouwig zijn. Ze kunnen eraan wennen, maar dat kan enige tijd duren. Het is verder een dominante hond, 2 reuen van dit ras bij elkaar zetten kan een tijdje goed gaan, maar kan ook verkeerd aflopen. Het is tevens een zeer pienter ras.
Affenpinscher ·
Aidi ·
Anatolische herder ·
Appenzeller sennenhond ·
Argentijnse dog ·
Berner sennenhond ·
Bordeauxdog ·
Boxer ·
Broholmer ·
Bullmastiff ·
Ca de Bou ·
Cane corso ·
Cão da Serra da Estrela ·
Cão de Castro Laboreiro ·
Centraal-Aziatische owcharka ·
Cimarrón Uruguayo ·
Ciobanesc Romanesc de Bucovina ·
Deens-Zweedse boerderijhond ·
Dobermann ·
Dogo Canario ·
Duitse dog ·
Duitse pinscher ·
Dwergpinscher ·
Dwergschnauzer ·
Engelse buldog ·
Entlebucher sennenhond ·
Fila brasileiro ·
Grote Zwitserse sennenhond ·
Hollandse smoushond ·
Hovawart ·
Kaukasische owcharka ·
Kraški ovčar ·
Landseer ECT ·
Leonberger ·
Mastiff ·
Mastín del Pirineo ·
Mastín español ·
Mastino napoletano ·
Middenslagschnauzer ·
Newfoundlander ·
Oostenrijkse pinscher ·
Pyrenese berghond ·
Rafeiro do Alentejo ·
Riesenschnauzer ·
Rottweiler ·
Šarplaninac ·
Shar-pei ·
Sint-bernard ·
Tibetaanse mastiff ·
Tornjak ·
Tosa ·
Zwarte Russische terriër